# Pöyliönsaari
Pöyliönsaari är en ö i Finland. Den ligger i sjön Iso-Pöyliö och i kommunen Kuusamo i den ekonomiska regionen  Koillismaa ekonomiska region  och landskapet Norra Österbotten, i den nordöstra delen av landet, 700 km norr om huvudstaden Helsingfors. Öns area är 0,3 hektar och dess största längd är 160 meter i nord-sydlig riktning.